# ويزون تشوي
ويزون تشوي (بالإنجليزية: Wayson Choy)‏‏ (20 أبريل 1939 في فانكوفر - 28 أبريل 2019) مؤلف، وروائي، وأستاذ جامعي، وكاتب من كندا.

## روابط خارجية
- ويزون تشوي على موقع الموسوعة البريطانية (الإنجليزية)